# Дреновец (Чрномељ)
Дреновец (словен. Drenovec) је насељено место у општини Чрномељ, регија Југоисточна Словенија, Словенија.

## Историја
До територијалне реорганизације у Словенији био је у саставу старе општине Чрномељ.

## Становништво
У попису становништва из 2011. године, Дреновец је имао 150 становника.
| Број становника према пописима | Број становника према пописима | Број становника према пописима |
| ------------------------------ | ------------------------------ | ------------------------------ |
| 1991                           | 2002                           | 2011                           |
| 151                            | 145                            | 150                            |

Напомена: Године 2001. извршена је мања размена територија између насеља Дреновец и Перудина.